# クルプック

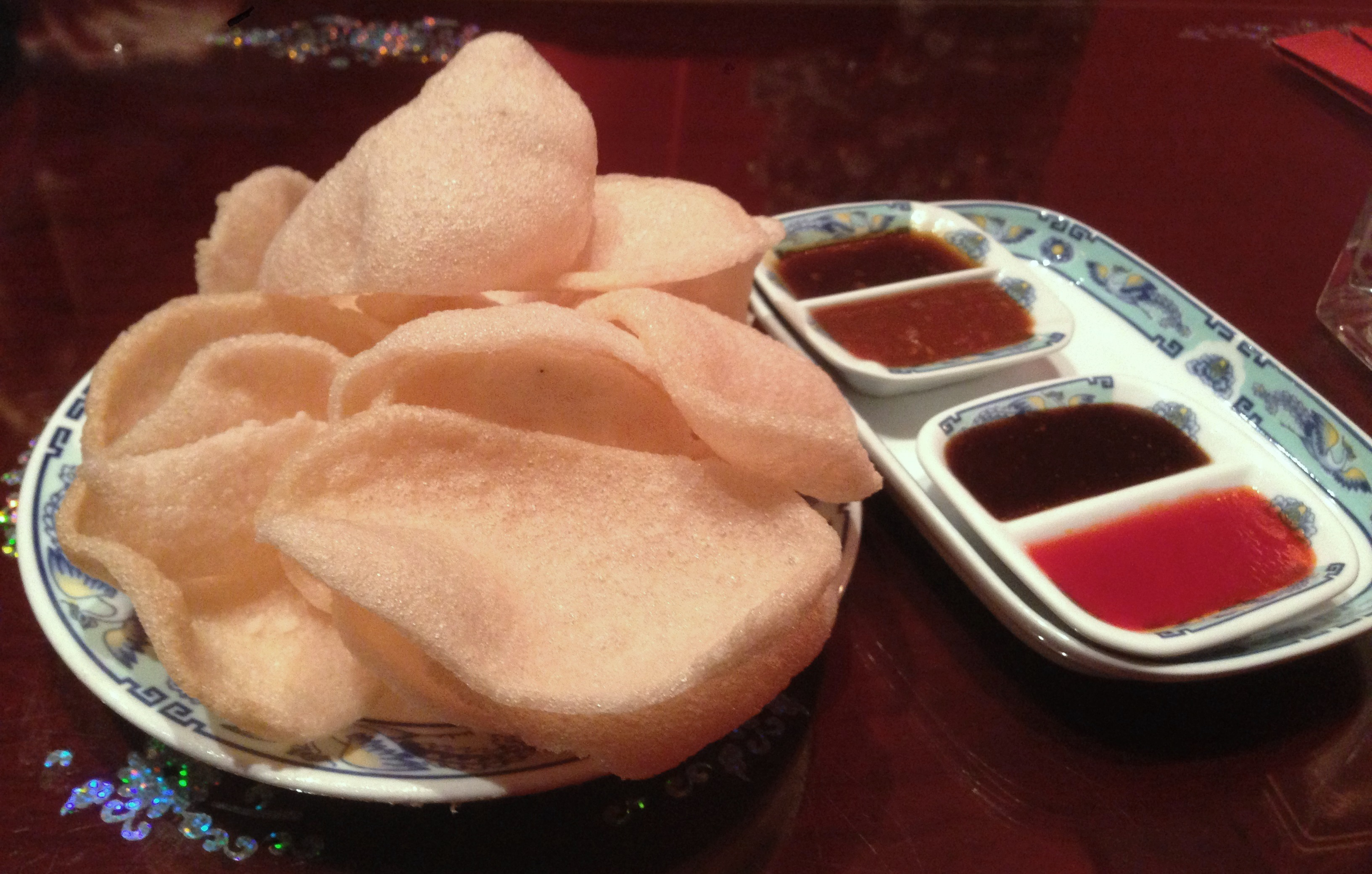
クルプック（左）とソース（右）

クルプックまたはクルプッ（インドネシア語: Krupuk, Kerupuk、オランダ語: Kroepoek、英語: Prawn crackers）とは、東南アジアや中国などで広く食用に用いられているキャッサバの根茎（芋）から採った澱粉（タピオカ）に海老や魚のすり身などを混ぜ合わせ、薄くのして乾燥させたもの。中華海老煎餅。クルプックはオランダでもよく食べられるが、これはかつてオランダがインドネシアを植民地としていたことに由来する。

## 概要
平たくのばして乾燥させたものを、食用油で揚げ、中の水分が気化して均一に膨らんだら、取り出してさまし、食べる。
電子レンジに入れて加熱したり、直火で炙ってもある程度膨らむが、不均一になったり、油で揚げるほどの膨張率にならないことが多い。

## 種類
次のような食材を練り込んだものがある。
- エビ
- カニ
- 魚肉
- 野菜

## 名称
マレー語では「keropok」(クロポッ)というが、「keropok」は棒状やきしめん状のものなど、揚げて食べるため澱粉乾燥品に広く用いられる。
ベトナム語ではエビを使った物を「bánh phồng tôm」（バイン・フォン・トム）という。
タイ語ではエビを使った物を「ข้าวเกรียบกุ้ง」（カーウクリッ・クーン）という。
中国語（広東語）では、エビを練り込んだものは「蝦片」（シアピエン、xiāpiàn）、カニを練り込んだものは「蟹片」（シエピエン、xièpiàn）、魚肉を練り込んだものは「魚片」（ユーピエン、yúpiàn）という。

## 利用
おやつとして食べる場合もあるが、料理の付け合わせとして添えられることも多い。マレーシア料理ではカレー（カリ）やナシレマッなど、中華料理では鶏のローストや揚げ物に添えられることが多い。

## 画像

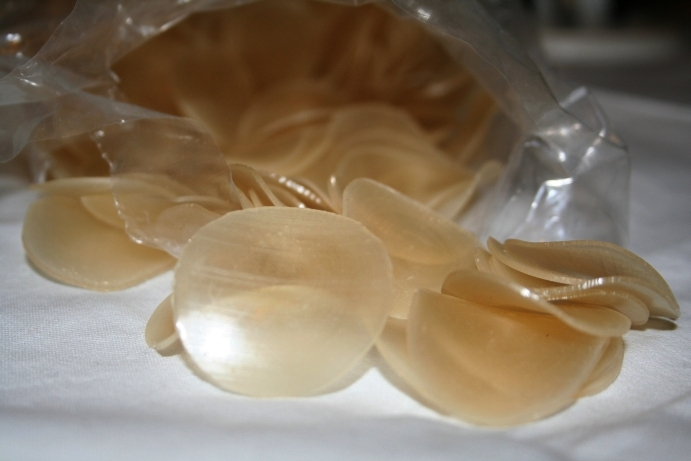
油で揚げる前のインドネシアのクルプッ・ウダン
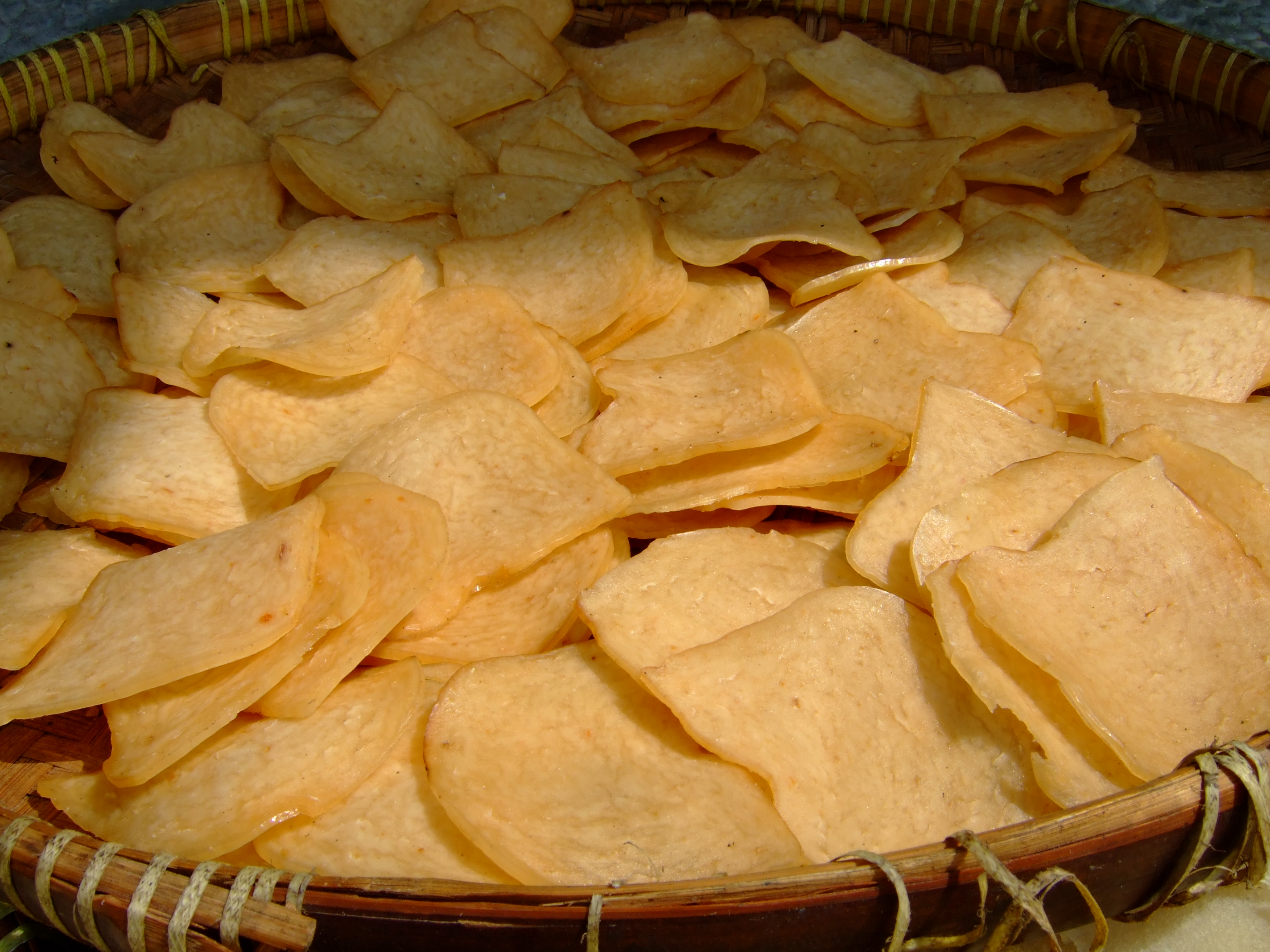
エビを練り込んだクルプッ・ウダンを揚げた物
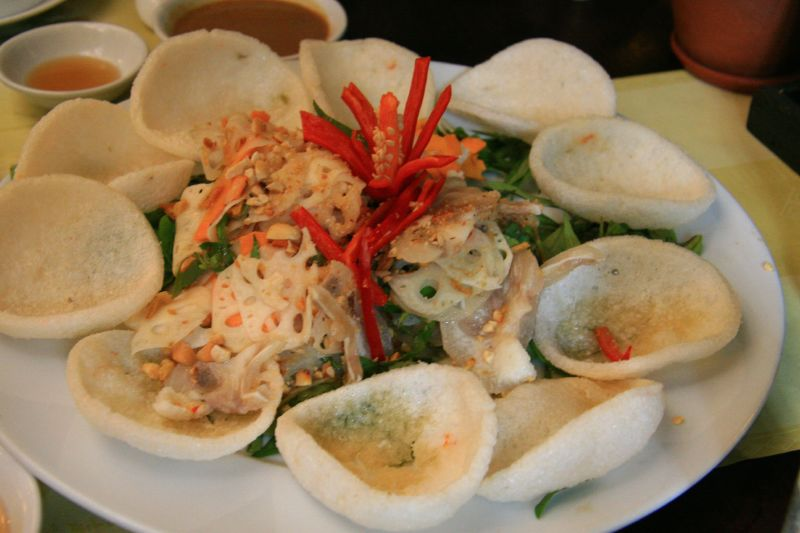
ベトナムの野菜や豚肉の料理とともに飾られたバイン・フォン・トム
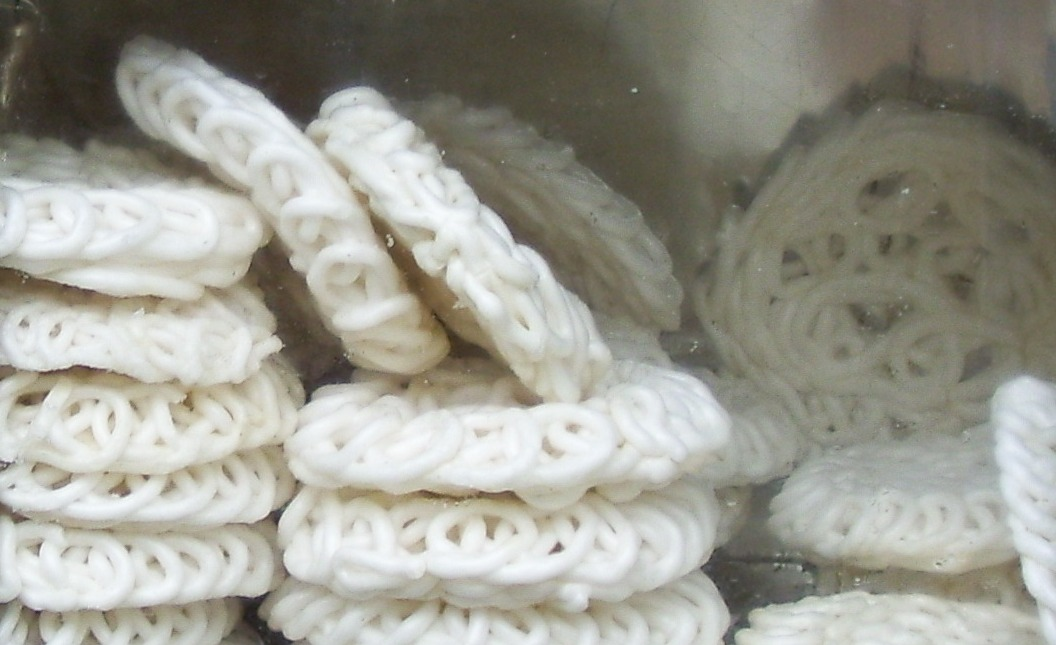
揚げたインドネシアの麺状のクルプッ・プティー